# Quincié-en-Beaujolais
Quincié-en-Beaujolais je francouzská obec, která se nalézá v departementu Rhône, v regionu Auvergne-Rhône-Alpes. Obyvatelé této obce se nazývají "les Quinciatons" a "Quinciatonnes" (tedy česky asi takto: "kensiatonci" a "kensiatonky").

## Vývoj počtu obyvatel
Počet obyvatel

## Ekonomika
Hlavní obecní aktivitou je vinařství se třemi apelacemi AOC (Appellation d'origine controllée) : Beaujolais, Beaujolais village ("vesnice" Beaujolais) a Brouilly.
Roční průměrný příjem na jednoho obyvatele činí 16088€. - Aktivní populace : 526 - Nezaměstnaných : 30 - Výše nezaměstnanosti : 5,7%